# Tunel Tigris
Takozvani tunel Tigris je špilja otprilike 50 milja sjeverno od Diyarbakıra u Turskoj. Duga je oko 750 m. Berkilin Cay teče kroz ovu špilju. Tvori izvor Tigrisa, ali ne i glavni, iako se dugo vjerovalo da je izlaz ovdje. Naime, izvor je blizu Bingöla nedaleko od tunela Tigris. U njegovoj blizini nalazi se nekoliko arheoloških spomenika, tri reljefa Asirskog carstva i novoasirskih stijena te pet natpisa.

Najbolje su očuvani reljefi u stijenama Tiglat-Pilesera I i Šalmanesara III. koji su uklesani u zid tunela Tigris. Njihova proizvodnja 852. pr. Kr. prikazana je na reljefu brončanih traka na vratima Balawatskih vrata, koji se sada nalaze u Britanskom muzeju. Iznad tunela nalazi se prirodni kameni luk koji je s tunelom povezan stubištem koje su stvorili Urarti. Iznad izlaza iz tunela nalaze se još pećine. Najveći od njih nosi loše očuvan reljef i natpis Šalmanasara III.
- Špilja iznad izlaza iz tunela
- Reljef Šalmanesara III.

## Vanjske poveznice
|  | Zajednički poslužitelj ima još gradiva o temi Tunel Tigris |

- Web stranica Sveučilišta u Münchenu o tunelu Tigris